# فرهاد (مرزبان)
فرهاد فرمانده ارتش ساسانیان و فرماندار (مرزبان) ارمنستان بین سال‌های ۵۸۲ تا ۵۸۹ میلادی که پس از اسپهبد پهلو به این سمت رسید و فروردین جانشین او شد. فرهاد برادرزادهٔ کارداریگان بود و در بهار ۵۸۶ همراه با عمویش در نبرد سولاچون نیز شرکت داشت.